# Museum der Herzegowina

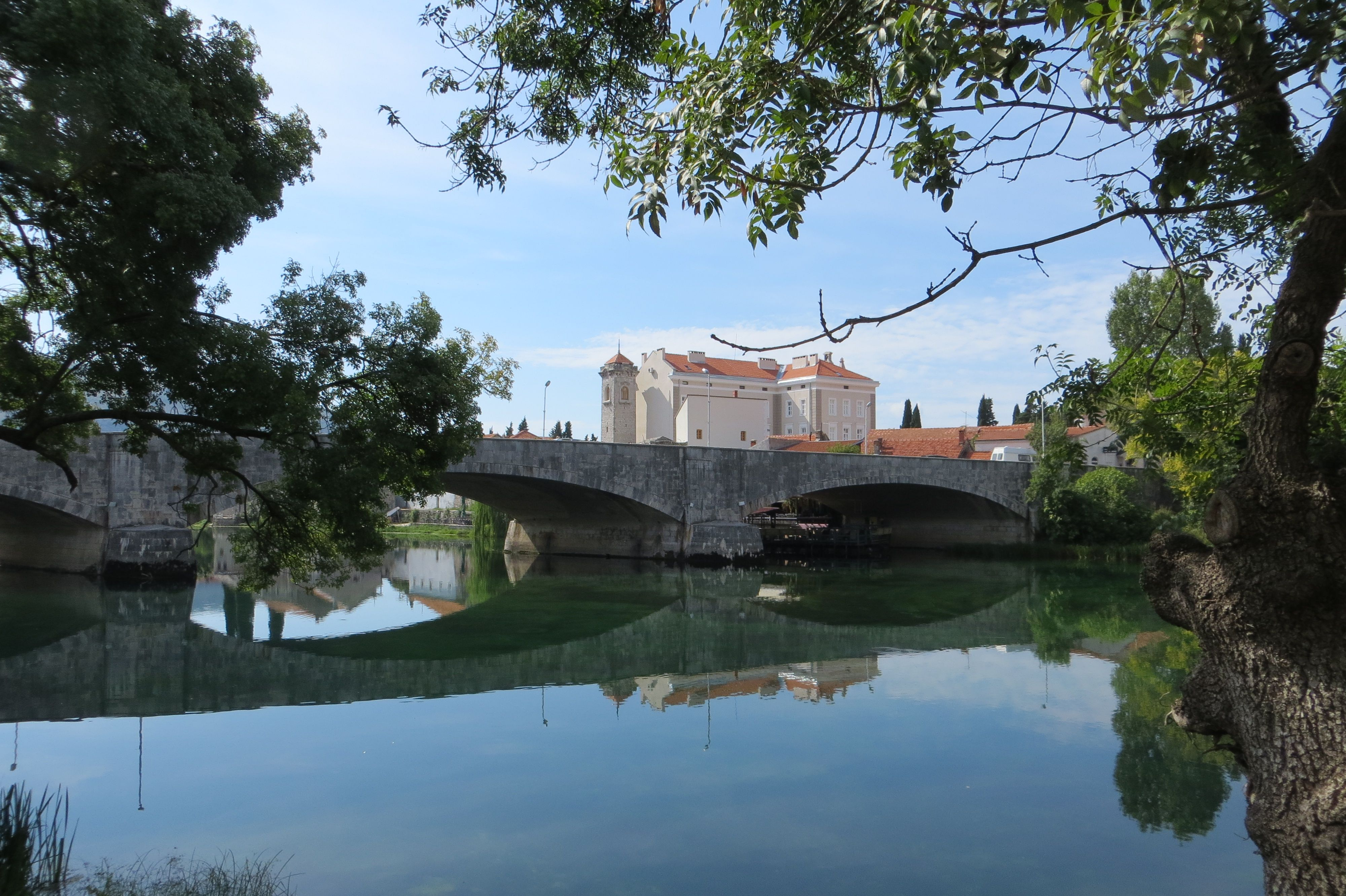
Museum der Herzegowina

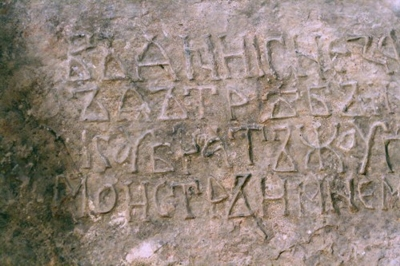
Stečak Župan Grd, Ende 12. Jh.

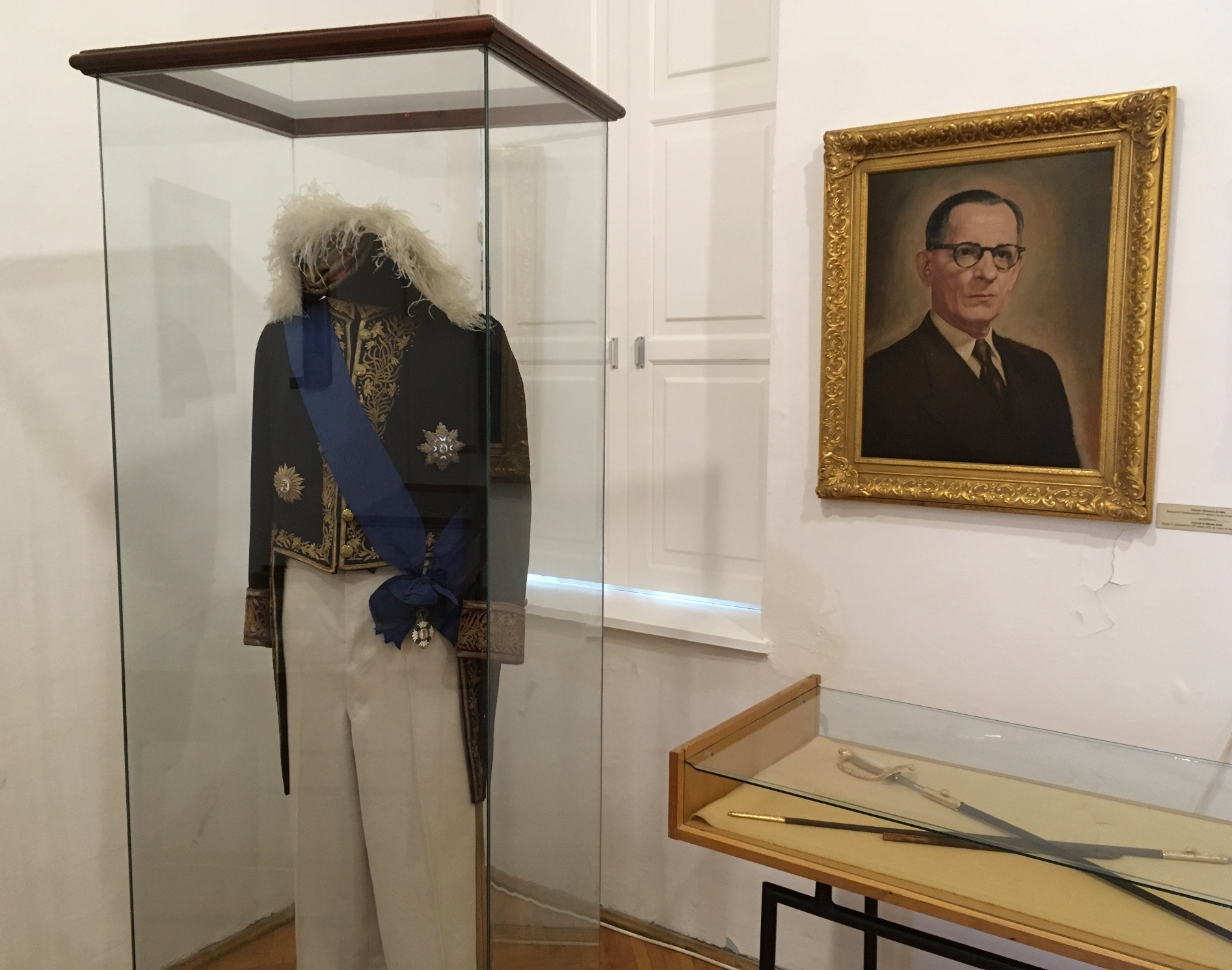
Exponate aus dem Nachlass Dučić

Das Museum der Herzegowina in Trebinje in Bosnien und Herzegowina geht auf eine Idee Jovan Dučićs zurück. 1952 gegründet widmet es sich der archäologischen, kulturellen und historischen Vergangenheit Trebinjes und der Herzegowina. 2019 bekam das Museum eine Abteilung für Naturkunde. Es befindet sich in der ehemaligen Kaserne in der Altstadt Trebinjes an den Ufern der Trebišnjica. Es verfügt über 1500 m² Fläche, davon sind 800 m² für die Öffentlichkeit zugänglich.

## Gebäude
Das Museum befindet sich in einem Gebäude das als Kaserne zur Zeit der k.u.k. Monarchie erbaut wurde. Später wurde es als Gymnasium genutzt und 1989 zog das Museum an seinen heutigen Standort.

## Ausstellungen des Museums
- Dučićevs Kunstsammlung (72 Exponate der Antike, 14 Gemälde (u. a. Uzelac, Aralica), Tapisserien, Mosaiken, Auszeichnungen Jovan Dučićs)
- Ethnologische Sammlung zur Kultur der östlichen Herzegowina von der zweiten Hälfte des 19. bis zur ersten Hälfte des 20. Jahrhunderts
- Archäologische Sammlung von der Steinzeit bis zum Mittelalter
- Verschiedene Sammlungen von Gemälden und Skulpturen
- Naturkundliche Sammlung und Ausstellung von präparierten Wildtieren in Dioramen mit der Darstellung der Natur der Herzegowina
- Naturkundliche Sammlung zur Flora im Orjen
- Naturkundliche Sammlung von Mineralien und Fossilien

Seit 2019 wird die naturkundliche Sammlung verschiedener Wildtiere (Säuger, Vögel, Fische, Reptilien) und Pflanzen (alpine Arten, Bäume) der Herzegowina in Dioramen in Nachahmung typischer Landschaften präsentiert. Bei den Exponate der Pflanzenwelt stehen endemische und reliktische Arten aus dem Orjen im Mittelpunkt. Insbesondere gilt hier den glazialen Relikten arkto-alpiner Arealtypen, die während der Eiszeit im Orjen eingewandert sind, sowie regionaler und lokaler Endeme, für die eine Erstbeschreibung durch Roberto de Visiani, Franz de Paula Maly und Jozef Pantocsek in der Zeit der k.u.k. Monarchie erfolgt ist und für die der Orjen die Typlokalität war, ein spezielles Augenmerk. Autor der Ausstellung ist Mićo Milošević, die einzelnen Abteilungen wurden fachlich von Pavle Cikovac (Endemiten und Relikte der Flora im Orjen), Vuk Iković (Herpetologie), Jovic Sjeničic (Vögel), Roman Ozimec (Höhleninsekten), Amra Hamzabegović (Mineralien) betreut. Die grafische Umsetzung gestaltete Slavenko Vukasović.